# Thato Kebue
Thato Kebue (29 maggio 1997) è un calciatore botswano, difensore del Jwaneng Galaxy e della Nazionale botswana.

## Carriera

### Club
Ha giocato nel campionato sudafricano e in quello botswano.

### Nazionale
Ha esordito con la Nazionale botswana il 13 gennaio 2015.

## Statistiche

### Cronologia presenze e reti in nazionale
Aggiornato al 9 giugno 2023

| Cronologia completa delle presenze e delle reti in nazionale ― Botswana | Cronologia completa delle presenze e delle reti in nazionale ― Botswana | Cronologia completa delle presenze e delle reti in nazionale ― Botswana | Cronologia completa delle presenze e delle reti in nazionale ― Botswana | Cronologia completa delle presenze e delle reti in nazionale ― Botswana | Cronologia completa delle presenze e delle reti in nazionale ― Botswana | Cronologia completa delle presenze e delle reti in nazionale ― Botswana | Cronologia completa delle presenze e delle reti in nazionale ― Botswana |
| Data                                                                    | Città                                                                   | In casa                                                                 | Risultato                                                               | Ospiti                                                                  | Competizione                                                            | Reti                                                                    | Note                                                                    |
| ----------------------------------------------------------------------- | ----------------------------------------------------------------------- | ----------------------------------------------------------------------- | ----------------------------------------------------------------------- | ----------------------------------------------------------------------- | ----------------------------------------------------------------------- | ----------------------------------------------------------------------- | ----------------------------------------------------------------------- |
| 13-1-2015                                                               | Nelspruit                                                               | Burkina Faso                                                            | 2 – 0                                                                   | Botswana                                                                | Amichevole                                                              | -                                                                       |                                                                         |
| 27-3-2016                                                               | Francistown                                                             | Botswana                                                                | 2 – 1                                                                   | Comore                                                                  | Qual. Coppa d'Africa 2017                                               | -                                                                       |                                                                         |
| 4-9-2016                                                                | Ouagadougou                                                             | Burkina Faso                                                            | 2 – 1                                                                   | Botswana                                                                | Qual. Coppa d'Africa 2017                                               | -                                                                       |                                                                         |
| 10-6-2017                                                               | Francistown                                                             | Botswana                                                                | 0 – 1                                                                   | Mauritania                                                              | Qual. Coppa d'Africa 2019                                               | -                                                                       |                                                                         |
| 22-3-2019                                                               | Francistown                                                             | Botswana                                                                | 0 – 1                                                                   | Angola                                                                  | Qual. Coppa d'Africa 2019                                               | -                                                                       |                                                                         |
| 30-9-2019                                                               | Francistown                                                             | Botswana                                                                | 0 – 0                                                                   | Liberia                                                                 | Amichevole                                                              | -                                                                       |                                                                         |
| 1-6-2022                                                                | Bengasi                                                                 | Libia                                                                   | 1 – 0                                                                   | Botswana                                                                | Qual. Coppa d'Africa 2023                                               | -                                                                       | 61’                                                                     |
| 27-9-2022                                                               | Johannesburg                                                            | Sudafrica                                                               | 1 – 0                                                                   | Botswana                                                                | Amichevole                                                              | -                                                                       | 45’ 50’                                                                 |
| 24-3-2023                                                               | Malabo                                                                  | Guinea Equatoriale                                                      | 2 – 0                                                                   | Botswana                                                                | Qual. Coppa d'Africa 2023                                               | -                                                                       | 19’, 53’                                                                |
| Totale                                                                  |                                                                         | Presenze                                                                | 9                                                                       |                                                                         | Reti                                                                    | 0                                                                       |                                                                         |